# Мохд. Раус Борхан
Мохд. Раус Борхан (малайск. Mohd Raus Borhan; 1946, Куала-Пилах, Негри-Сембилан — 26 февраля 2018, Серембан) — генеральный директор Национального информационного агентства Малайзии «Бернама» в 1991—1998 гг.

## Краткая биография
Окончил экономический факультет Университета Малайя. В 1969—1973 гг. работал помощником начальника управления в Министерстве финансов Малайзии, затем в банке The Hongkong and Shanghai Banking Corporation. В 1979 г. перешел на работу в национальную нефтегазовую компанию Петронас заместителем менеджера в плановый отдел. В 1981—1989 гг. был заместителем генерального директора Объединённого азиатского банка. 11 марта 1991 г. назначен генеральным директором национального информационного агентства «Бернама», оставался на этом посту до 10 марта 1998 г.. Скончался от инсульта и похоронен на мусульманском кладбище Туан-Хаджи-Саида в Куала-Пилах.

## Награды
- Орден Верховного правителя «Рыцарь-защитник короны» и звание «Датук» (1995)[4][5].

## Семья
- Супруга — Фарида Джехан
- Братья — Анвар Борхан, Рослан Борхан, сестра — Норайни Борхан